# Cattedrale di Dunblane

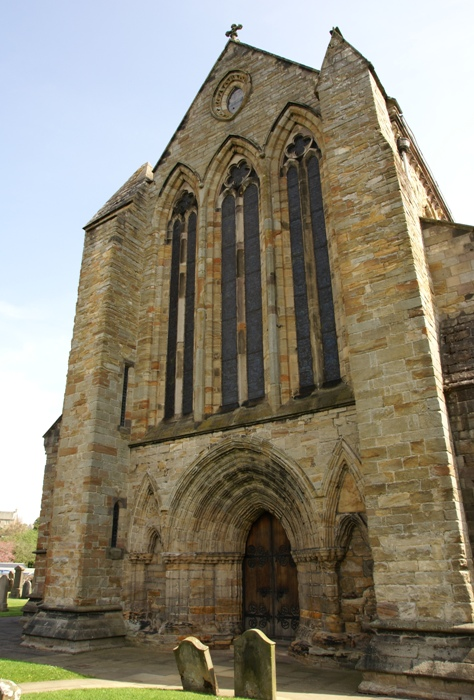
La facciata occidentale della cattedrale

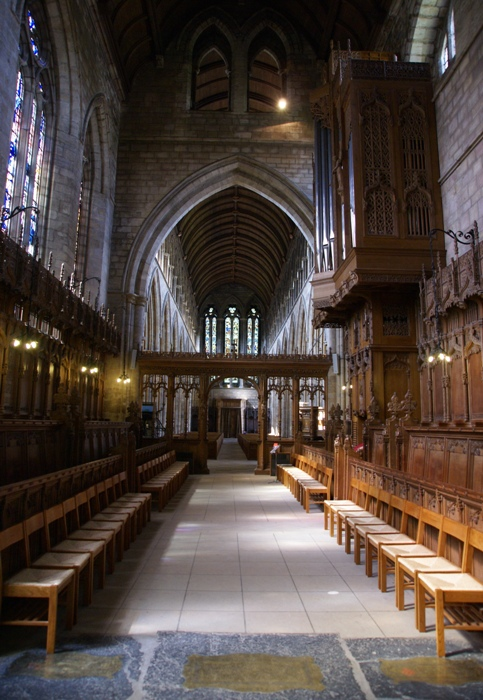
Il coro

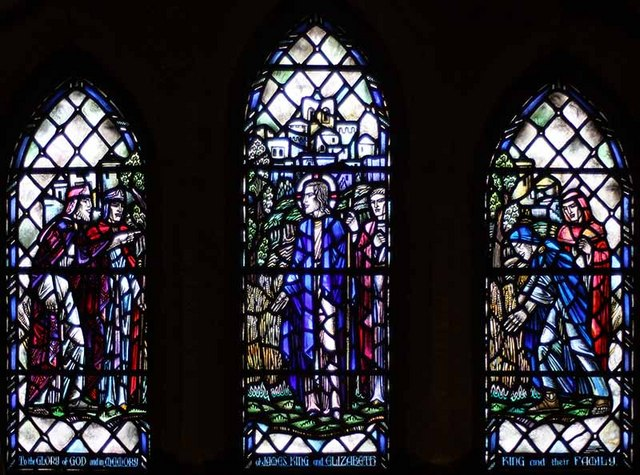
Vetrate della cattedrale di Dunblane

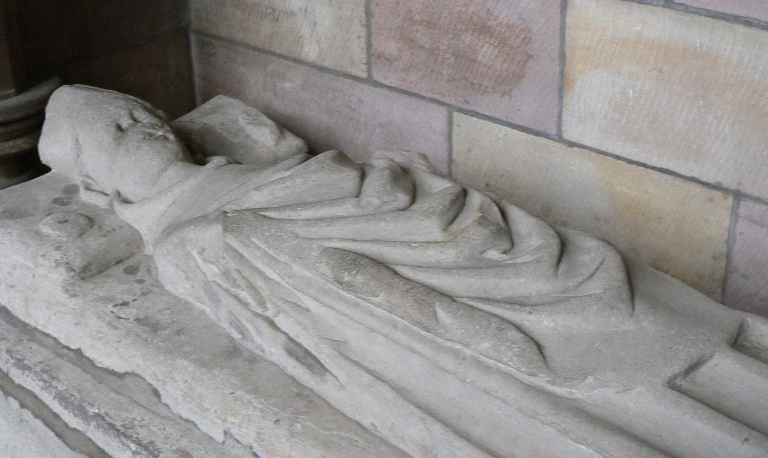
Effigie del vescovo Clemente nella cattedrale di Dunblane

La cattedrale di Dunblane (in inglese: Dunblane Cathedral) è il principale edificio religioso della cittadina scozzese di Dunblane, nell'area amministrativa di Stirling (Scozia centrale), eretto a partire dal 1150 ed ampliato tra la prima metà del XIII secolo e la prima metà del XVI secolo.

## Descrizione
La cattedrale di Dunblane non si presenta come una delle più imponenti cattedrali scozzesi.
La parte più ampia è rappresentata dalla navata dell'ala occidentale, che presenta un tetto risalente al 1890.
Nell'ala sud-occidentale della cattedrale, si trova una pietra pitta, risalente al IX secolo.

## Storia
Le prime attestazioni della presenza di un vescovo a Dunblane, importante centro religioso (il nome della città deriva da quello di San Blano) sin dal IX secolo, si hanno intorno al 1155, anche se si hanno notizie di vescovo celtici e caldei antecedenti a quella data.
La prima pietra sul sito dove ora sorge la cattedrale era stata posata intorno al 1150, quando fu realizzata la chiesa originaria. Nello stesso periodo fu anche eretta a scopo difensivo una torre a quattro piani nei pressi della chiesa..
Nel 1233 un frate domenicano di nome Clemente, che probabilmente trovò in loco soltanto questa piccola chiesa e la torre, chiese permesso al papa per l'ampliamento della struttura.
Nel 1237, il papa autorizzò i vescovi di Glasgow e Dunkeld di recarsi a Dunblane per eventualmente concedere al neo-vescovo Clemente la possibilità di riscuotere un quarto delle decime delle chiese della diocesi e di concedergli la costruzione di una cattedrale.
|  |

Gran parte dell'edificio fu realizzato prima del 1258, anno della morte di Clemente.
L'edificio raggiunse il suo massimo splendore architettonico nella metà del XVI secolo, quando la cattedrale si presentava ornata con numerose statue, vari dipinti e finestre in vetro.
Soltanto una decina di anni dopo, con l'avvento della Riforma protestante, la cattedrale iniziò a perdere d'importanza. Intorno al 1600 si verificò anche un crollo del tetto, che non fu più restaurato.
Nel 1816 il cancello dell'edificio fu restaurato dall'architetto James Gillespie Graham e 1914 furono donati alla cattedrale l'altare e l'organo.